# Indigofera hiranensis
Indigofera hiranensis är en ärtväxtart som beskrevs av Mats Thulin. Indigofera hiranensis ingår i släktet indigosläktet, och familjen ärtväxter. Inga underarter finns listade i Catalogue of Life.